# 73P/شواسمان -وشمان
73P/شواسمان -وشمان ، المعروف أيضا باسم شواسمان-وشمان 3 (73P/Schwassmann–Wachmann, Schwassmann–Wachmann 3)، هو مذنب دوري في النظام الشمسي في عملية تفكك أكتشفة الفلكي الألماني فريدريش كارل أرنولد شواسمان والفلكي أرنو آرثر واشمان في مرصد هامبورغ في بيرغيدورف، ألمانيا، أثناء البحث في الوحات الفوتوغرافية بحثا عن الكواكب الصغيرة لمسح الكوكب الصغير، يوم 2 مايو 1930. فقد المذنب بعد ظهوره عام 1930، ولكن رصد عدة مرات أخرى.

## شظايا مذنب شسوسمان-وشمان 3
تدمر مذنب شسوسمان-وشمان 3 في عام 1995  إلى عدة قطع واعتبارا من تاريخه الأخير في الحضيض، كان عدد القطع المرقمة على الأقل 67 مع (73P/Schwassmann–Wachmann C) باعتبارها النواة الأصلية المفترضة.